# 몹 보스
《몹 보스》(Mob Boss, 개봉명: 맛보슈)는 미국에서 제작된 프레드 올렌 레이 감독의 1990년 코미디 영화이다. 윌리엄 히키 등이 주연으로 출연하였고 프레드 올렌 레이 등이 제작에 참여하였다.

## 출연

### 주연
- 윌리엄 히키
- 모건 페어차일드
- 에디 디즌

### 조연
- 수잔 아거
- 레오 고든
- 샘 히오나